# Ville de Cottesloe
La Ville de Cottesloe (Town en anglais) est une zone d'administration locale dans la banlieue de Perth en Australie-Occidentale en Australie à environ 11 kilomètres à l'ouest du centre-ville de Perth. 
La zone a 10 conseillers et est découpée en 4 circonscriptions.